# Maki Eguchi
Maki Eguchi (14 de outubro de 1978) é uma ex-basquetebolista profissional japonesa.

## Carreira
Maki Eguchi integrou a Seleção Japonesa de Basquetebol Feminino, em Atenas 2004, que terminou na décima posição.